# Thagria mamma
Thagria mamma är en insektsart som beskrevs av Nielson 1977. Thagria mamma ingår i släktet Thagria och familjen dvärgstritar. Inga underarter finns listade i Catalogue of Life.